# Georgi Stankov
Georgi Stankov, född 10 augusti 1943, är en bulgarisk före detta boxare.
Stankov blev olympisk bronsmedaljör i lätt tungvikt i boxning vid sommarspelen 1968 i Mexico City.